# Lijst van badplaatsen in Frankrijk
Hieronder staan lijsten met badplaatsen en stranden in Frankrijk (Atlantische Oceaan, Middellandse Zee en Noordzee).

## Geografisch

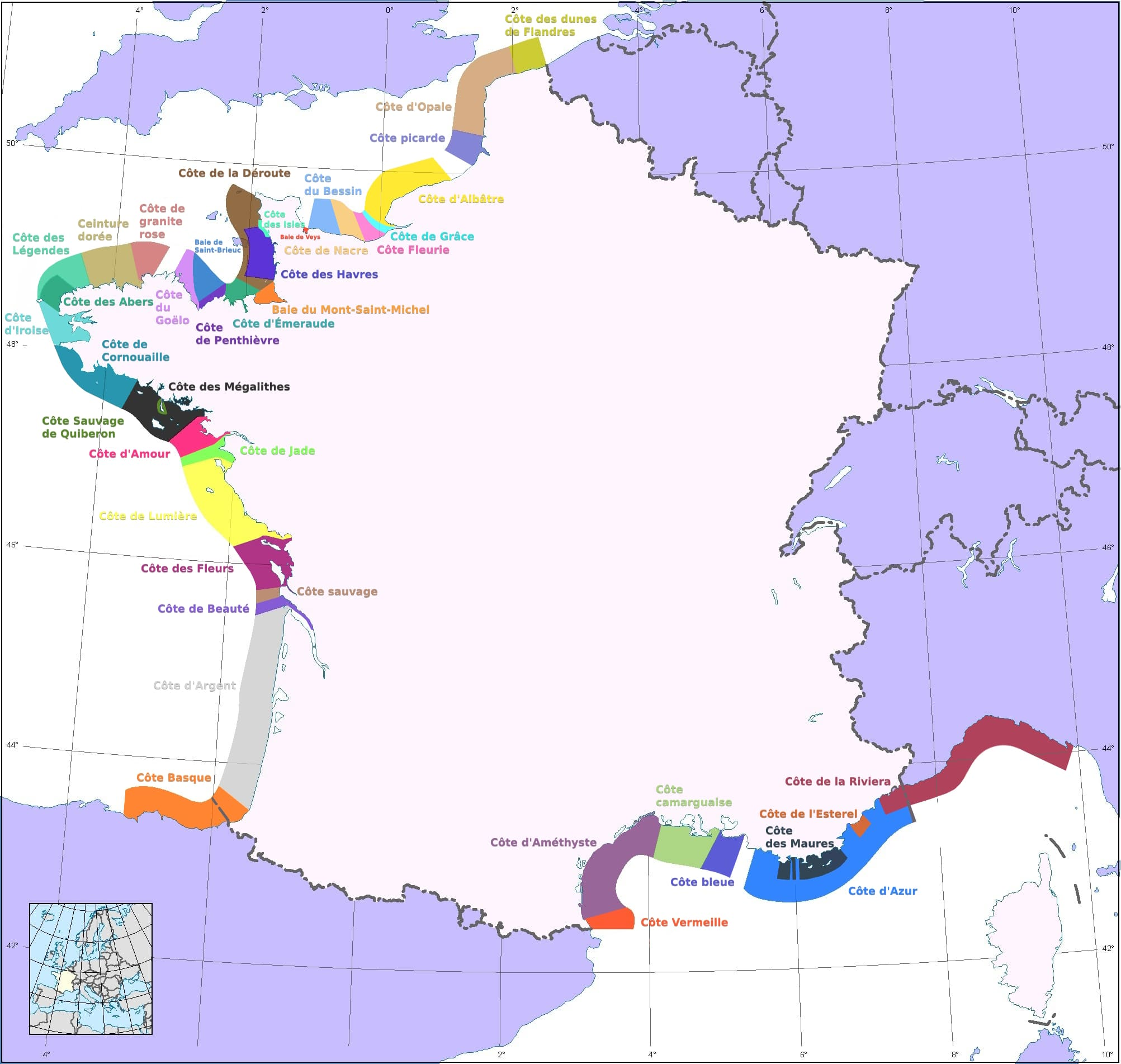
Kusten van Frankrijk

Hieronder staat een lijst van badplaatsen volgens kust.

### Noordzee

#### Opaalkust- Dunes de Flandres
De Noordzeekust aan de Belgische grens in het Noorderdepartement :
- Bray-Dunes
- Zuidkote
- Leffrinkhoeke
- Duinkerke (Malo-les-Bains)
- Grevelingen (Petit-Fort-Philippe)

### Het Kanaal

#### Opaalkusten Picardische kust
De Opaalkust is de kust aan de Noorzee en het Kanaal, ten noordoosten van Calais tot Berck, in het departement Pas-de-Calais :
- Calais
- Blériot-Plage (gemeente Sangatte)
- Sangatte
- Wissant
- Ambleteuse
- Wimereux
- Boulogne-sur-Mer
- Le Portel
- Équihen-Plage
- Hardelot-Plage (gemeente Neufchâtel-Hardelot)
- Sainte-Cécile-Plage (gemeente Camiers)
- Le Touquet-Paris-Plage
- Stella-Plage (gemeente Cucq)
- Merlimont
- Berck

De Picardische kust is de kust langs het Kanaal, ten noorden van Fort-Mahon-Plage tot Mers-les-Bains, in het departement van de Somme en aan de Baai van de Somme :
- Fort-Mahon-Plage
- Quend-Plage-les-Pins (gemeente Quend)
- Le Crotoy
- Brighton les Pins (gemeente Cayeux-sur-Mer)
- Cayeux-sur-Mer
- Onival (gemeente Woignarue en Ault)
- Ault
- Bois de Cise (gemeente Ault)
- Mers-les-Bains

#### Albasten Kust(Côte d'Albâtre) enBloemenkust(Côte Fleurie)
De Albasten Kust is een witte klifkust in Normandië :
- Le Tréport
- Mesnil-Val-Plage
- Criel-sur-Mer
- Saint-Martin-Plage (Saint-Martin-en-Campagne)
- Puys (Dieppe)
- Dieppe
- Pourville-sur-Mer (gemeente Hautot-sur-Mer)
- Sainte-Marguerite-sur-Mer
- Quiberville
- Saint-Aubin-sur-Mer
- Veules-les-Roses
- Saint-Valery-en-Caux
- Veulettes-sur-Mer
- Les Petites Dalles (gemeentes Sassetot-le-Mauconduit en Saint-Martin-aux-Buneaux)
- Les Grandes Dalles (gemeentes Sassetot-le-Mauconduit en Saint-Pierre-en-Port)
- Saint-Pierre-en-Port
- Fécamp
- Grainval (gemeente Saint-Léonard)
- Yport
- Vaucottes (gemeente Vattetot-sur-Mer)
- Étretat
- Sainte-Adresse
- Le Havre

De Bloemenkust is een kust in de Baai van de Seine, tussen de monding van de Seine en de monding van de Orne :  
- Honfleur
- Villerville
- Trouville-sur-Mer
- Deauville
- Benerville-sur-Mer
- Tourgéville
- Blonville-sur-Mer
- Villers-sur-Mer
- Houlgate
- Cabourg
- Merville-Franceville-Plage
- Sallenelles

#### Parelkustof Parelmoeren Kust (Côte de Nacre)
In de Baai van de Seine, tussen de monding van Orne en de monding van de Seulles :
- Ouistreham
- Colleville-Montgomery
- Hermanville-sur-Mer
- Lion-sur-Mer
- Luc-sur-Mer
- Langrune-sur-Mer
- Saint-Aubin-sur-Mer
- Bernières-sur-Mer
- Courseulles-sur-Mer

#### Côte des IslesenCôte des Havres
Aan de westkant van het schiereiland Cotentin, tegenover de Kanaaleilanden : 
- Siouville-Hague
- Barneville-Carteret
- Saint-Jean-de-la-Rivière
- Portbail
- Saint-Germain-sur-Ay
- Pirou
- Gouville-sur-Mer
- Agon-Coutainville
- Hauteville-sur-Mer
- Bréhal
- Granville
- Jullouville
- Carolles

#### Smaragdkust(Côte d'Émeraude)
De golf van Saint-Malo, op de Bretoense kust :
- Cancale
- Saint-Malo
- Dinard
- Saint-Lunaire
- Saint-Briac-sur-Mer
- Saint-Cast-le-Guildo

#### Côte de Penthièvre
- Sables d'Or les Pins
- Erquy
- Pléneuf-Val-André

#### Côte de Goëlo
- Les Rosaires (Plérin)
- Binic
- Saint-Quay-Portrieux

#### Roze Graniektkust(Côte de Granit Rose)
- Perros-Guirec
- Trébeurden
- Trégastel

#### Côte des Légendes
- Brignogan-Plage
- Plouescat

### Atlantische Oceaan

#### Côte d'Iroise
De kust van de Iroisezee :
- Le Conquet
- Plougonvelin
- Camaret-sur-Mer
- Morgat
- Saint-Nic

#### Côte de Cornouaille
- Douarnenez
- Esquibien
- Audierne
- Bénodet
- Loctudy
- Fouesnant
- Concarneau
- Trégunc
- Port Manec'h
- Le Pouldu (Clohars-Carnoët)

#### Megalietenkust(Côte des Mégalithes)
- Guidel
- Larmor-Plage
- Belle-Île-en-Mer
- Plouhinec
- Étel
- Erdeven
- Quiberon, Saint-Pierre-Quiberon
- Plouharnel
- Carnac
- La Trinité-sur-Mer
- Saint-Philibert
- Locmariaquer
- Arzon
- Saint-Gildas-de-Rhuys
- Sarzeau
- Le Tour-du-Parc
- Damgan
- Pénestin

#### Côte d'AmourenJadekust(Côte de Jade)
De Côte d'Amour is een Atlantische kust van het Land van Nantes :
- Mesquer
- Piriac-sur-Mer
- La Turballe
- Le Croisic
- Batz-sur-Mer
- Le Pouliguen
- La Baule (La Baule-Escoublac)
- Pornichet

De Jadekust is een kust van het Land van Retz :
- Saint-Brevin-les-Pins
- Tharon-Plage (gemeente Saint-Michel-Chef-Chef)
- La Plaine-sur-Mer
- Préfailles
- Sainte-Marie-sur-Mer (gemeente Pornic)
- Pornic
- La Bernerie-en-Retz
- Les Moutiers-en-Retz

#### Kust van hetMarais Bretonen hetÎle de Noirmoutier
- Noirmoutier-en-l'Île
- Barbâtre
- Fromentine (gemeente La Barre-de-Monts)
- Notre-Dame-de-Monts
- Île d'Yeu

#### Côte de Lumière
- Saint-Jean-de-Monts
- Saint-Hilaire-de-Riez
- Saint-Gilles-Croix-de-Vie
- Bretignolles-sur-Mer
- Brem-sur-Mer
- Olonne-sur-Mer
- Les Sables-d'Olonne
- Talmont-Saint-Hilaire

#### Côte des fleurs
- La Tranche-sur-Mer
- La Faute-sur-Mer
- L'Aiguillon-sur-Mer
- Longeville-sur-Mer
- Jard-sur-Mer

#### Rade des Basques
Op de continentale kust van de zeestraat Pertuis d'Antioche, ten noorden van het île d'Aix :
- La Rochelle
- Fouras
- Île de Ré

#### Île d'Oléron
Vanaf de Pointe de Chassiron in het noorden van het eialnd tot de Pointe de Gatseau in het zuiden :
- Saint-Denis-d'Oléron
- La Brée-les-Bains
- Boyardville (gemeente Saint-Georges-d'Oléron)
- La Cotinière (gemeente Saint-Pierre-d'Oléron)
- Le Grand-Village-Plage
- Saint-Trojan-les-Bains

#### Côte Sauvage
De westkust van het Presqu'île d'Arvert, van de Pertuis de Maumusson tot de Pointe de la Coubre :
- Ronce-les-Bains (gemeente La Tremblade)

#### Côte de Beauté
De zuidkust van het Presqu'île d'Arvert, van de Pointe de la Coubre en de Baie de Bonne Anse tot de kliffen van Meschers-sur-Gironde aan het estuarium van de Gironde :
- La Palmyre (gemeente Les Mathes)
- Saint-Palais-sur-Mer
- Royan
- Saint-Georges-de-Didonne
- Meschers-sur-Gironde

#### Zilverkust(Côte d'Argent)
Kust van de Landes de Gascogne tot het Baskenland; van het estuarium van de Gironde tot dat van de Adour :
- Soulac-sur-Mer
- Montalivet (Vendays-Montalivet)
- Hourtin
- Carcans
- Lacanau
- Le Porge
- Lège-Cap-Ferret
- Arcachon
- Pyla-sur-Mer
- Biscarrosse
- Mimizan
- Moliets-et-Maa
- Vieux-Boucau-les-Bains
- Seignosse
- Soorts-Hossegor
- Capbreton

#### Baskische Kust(Côte basque)
- Anglet
- Biarritz
- Bidart
- Guéthary
- Saint-Jean-de-Luz
- Ciboure (Socoa)
- Urrugne (Socoa)
- Hendaye

### Middellandse Zee

#### Côte Vermeille
De kusten van Middellandse Zee grenzend aan Catalonië, van Cerbèere tot Argelès :
- Cerbère
- Banyuls-sur-Mer
- Port-Vendres
- Collioure

#### Côte d'Améthyste
Van Argelès tot aan de Camargue :
- Argelès-Plage (gemeente Argelès-sur-Mer)
- Saint-Cyprien
- Canet-en-Roussillon
- Sainte-Marie-la-Mer
- Torreilles
- Le Barcarès
- Port-Leucate (gemeente Leucate)
- Port-la-Nouvelle
- Gruissan
- Narbonne-Plage (gemeente Narbonne)
- Saint-Pierre-la-Mer (gemeente Fleury)
- Valras-Plage
- Sérignan-Plage (gemeente Sérignan)
- Portiragnes-Plage (gemeente Portiragnes)
- Vias-Plage
- La Tamarissière (gemeente Agde)
- Le Grau-d'Agde (gemeente Agde)
- Cap d'Agde
- Marseillan
- Sète
- Frontignan
- Palavas-les-Flots
- Carnon (gemeente Mauguio)
- La Grande-Motte
- Le Grau-du-Roi
- Port-Camargue (gemeente Le Grau-du-Roi)

#### Kust van deCamargue
- Saintes-Maries-de-la-Mer
- Port-Saint-Louis-du-Rhône
- Fos-sur-Mer

#### Côte Bleue
- Port-de-Bouc
- Carro (gemeente Martigues)
- La Couronne
- Sainte-Croix (gemeente Martigues)
- Sausset-les-Pins
- Carry-le-Rouet

#### Omgeving Marseille
- Ensuès-la-Redonne
- Le Rove
- L'Estaques (gemeente Marseille)
- Marseille

#### Azuurkust(Côte d'Azur)
- Cassis
- La Ciotat
- Saint-Cyr-sur-Mer
- Bandol
- Sanary-sur-Mer
- Six-Fours-les-Plages
- La Seyne-sur-Mer
- Saint-Mandrier-sur-Mer
- Toulon
- La Garde
- Le Pradet
- Carqueiranne
- Hyères
- La Londe-les-Maures
- Bormes-les-Mimosas
- Le Lavandou
- Rayol-Canadel-sur-Mer
- Cavalaire-sur-Mer
- La Croix-Valmer
- Ramatuelle
- Saint-Tropez
- Gassin
- Cogolin
- Grimaud
- Sainte-Maxime
- Roquebrune-sur-Argens
- Fréjus
- Saint-Raphaël
- Agay (gemeente Saint-Raphaël)
- Théoule-sur-Mer
- Mandelieu-la-Napoule
- Cannes
- Vallauris
- Golfe-Juan (gemeente Vallauris)
- Juan-les-Pins (gemeente Antibes)
- Antibes
- Villeneuve-Loubet
- Cagnes-sur-Mer
- Saint-Laurent-du-Var
- Nice
- Villefranche-sur-Mer
- Saint-Jean-Cap-Ferrat
- Beaulieu-sur-Mer
- Èze
- Cap-d'Ail
- Beausoleil (bij Monaco en Monte-Carlo)
- Roquebrune-Cap-Martin
- Menton

### Corsica
L'île de Beauté :
- Saint-Florent
- L'Île-Rousse
- Calvi
- Bonifacio
- Porto-Vecchio
- Ajaccio

## Alfabetisch
Hieronder staat een alfabetisch gerangschikte lijst:

### A
- Agay
- Agon-Coutainville
- L'Aiguillon-sur-Mer
- Ajaccio
- Ambleteuse
- Anglet
- Antibes
- Arcachon
- Argelès-sur-Mer
- Arzon, Le Crouesty
- Audierne
- Ault

### B
- Le Barcarès
- Bandol
- Banyuls-sur-Mer
- Barbâtre
- Le Barcarès
- Barneville-Carteret
- Batz-sur-Mer
- La Baule (La Baule-Escoublac)
- Beaulieu-sur-Mer
- Beausoleil
- Belle-Île-en-Mer
- Benerville-sur-Mer
- Bénodet
- Berck
- La Bernerie-en-Retz
- Bernières-sur-Mer
- Biarritz
- Bidart
- Biscarrosse
- Binic
- Blériot-Plage
- Blonville-sur-Mer
- Bois de Cise
- Bonifacio
- Bormes-les-Mimosas
- Boucan Canot
- Boulogne-sur-Mer
- Boyardville (Saint-Georges-d'Oléron)
- Bray-Dunes
- La Brée-les-Bains
- Bréhal
- Brem-sur-Mer
- Bretignolles-sur-Mer
- Brighton les Pins
- Brignogan-Plage

### C
- Cabourg
- Cagnes-sur-Mer
- Calais
- Calvi
- Camaret-sur-Mer
- Cancale
- Canet-en-Roussillon
- Cannes
- Capbreton
- Cap d'Agde
- Cap de Carteret
- Cap-d'Ail
- Carcans
- Carnac
- Carnon
- Carolles
- Carqueiranne
- Carro (Martigues)
- Carry-le-Rouet
- Cassis
- Cavalaire-sur-Mer
- Cayeux-sur-Mer
- Cerbère
- Ciboure
- La Ciotat
- Cogolin
- Colleville-Montgomery
- Collioure
- Concarneau
- Le Conquet
- La Cotinière (Saint-Pierre-d'Oléron)
- La Couronne
- Courseulles-sur-Mer
- Criel-sur-Mer
- Le Croisic
- La Croix-Valmer
- Le Crotoy

### D
- Damgan
- Deauville
- Dieppe
- Dinard
- Douarnenez
- Duinkerke (Malo-les-Bains)

### E
- Ensuès-la-Redonne
- Erdeven
- Erquy
- Équihen-Plage
- Esquibien
- L'Estaques (Marseille)
- Étel
- Étretat
- Èze

### F
- La Faute-sur-Mer
- Fécamp
- Fort-Mahon-Plage
- Fos-sur-Mer
- Fouesnant
- Fouras
- Fréjus
- Fromentine (La Barre-de-Monts)
- Frontignan

### G
- La Garde
- Gassin
- Golfe-Juan (Vallauris)
- Gouville-sur-Mer
- Grainval
- La Grande-Motte
- Les Grandes Dalles
- Le Grand-Village-Plage
- Granville
- Le Grau-d'Agde (Agde)
- Le Grau-du-Roi
- Grimaud
- Gruissan
- Guidel

### H
- Hardelot-Plage
- Hauteville-sur-Mer
- Le Havre
- Hendaye
- Hermanville-sur-Mer
- Honfleur
- Houlgate
- Hourtin
- Hyères

### I
- Île de Ré
- Île d'Yeu
- L'Île-Rousse (Corsica)

### J
- Jard-sur-Mer
- Juan-les-Pins
- Jullouville

### L
- Lacanau
- Langrune-sur-Mer
- Larmor-Plage
- Le Lavandou
- Leffrinckoucke
- Lège-Cap-Ferret
- Leucate
- Lion-sur-Mer
- Locmariaquer
- Loctudy
- La Londe-les-Maures
- Longeville-sur-Mer
- Luc-sur-Mer

### M
- Malo-les-Bains
- Mandelieu-la-Napoule
- Marseillan
- Marseille
- Menton
- Merlimont
- Mers-les-Bains
- Merville-Franceville-Plage
- Meschers-sur-Gironde
- Mesnil-Val-Plage
- Mesquer
- Mimizan
- Moliets-et-Maâ
- Montalivet (Vendays-Montalivet)
- Monte Carlo (Monaco)
- Morgat
- Les Moutiers-en-Retz

### N
- Narbonne-Plage (Narbonne)
- Nice
- Noirmoutier-en-l'Île
- Notre-Dame-de-Monts

### O
- Olonne-sur-Mer
- Onival
- Ouistreham

### P
- Palavas-les-Flots
- La Palmyre (Les Mathes)
- Pénestin
- Perros-Guirec
- Les Petites Dalles
- Petit-Fort-Philippe
- Piriac-sur-Mer
- Pirou
- La Plaine-sur-Mer
- Pléneuf-Val-André
- Plouescat
- Plougonvelin
- Plouharnel
- Plouhinec
- Le Porge
- Pornic
- Pornichet
- Portbail
- Port-Camargue (Le Grau-du-Roi)
- Port-de-Bouc
- Le Portel
- Port-Grimaud
- Portiragnes-Plage (Portiragnes)
- Port-la-Nouvelle
- Port-Leucate (Leucate)
- Port Manec'h
- Porto-Vecchio
- Port-Saint-Louis-du-Rhône
- Port-Vendres
- Le Pouldu (Clohars-Carnoët)
- Le Pouliguen
- Pourville-sur-Mer
- Le Pradet
- Préfailles
- Puys
- Pyla-sur-Mer

### Q
- Quend-Plage
- Quiberon en Saint-Pierre-Quiberon
- Quiberville

### R
- Ramatuelle
- Rayol-Canadel-sur-Mer
- La Rochelle
- Ronce-les-Bains (La Tremblade)
- Roquebrune-Cap-Martin
- Roquebrune-sur-Argens
- Les Rosaires (Plérin)
- Le Rove
- Royan

### S
- Les Sables-d'Olonne
- Sables-d'Or-les-Pins
- Saint-Aubin-sur-Mer
- Saint-Brévin-les-Pins
- Saint-Briac-sur-Mer
- Saint-Cast-le-Guildo
- Saint-Cyprien
- Saint-Cyr-sur-Mer
- Sainte-Adresse
- Saint-Denis-d'Oléron
- Sainte-Cécile-Plage (Camiers)
- Sainte-Croix (Martigues)
- Sainte-Marguerite-sur-Mer
- Sainte-Marie-la-Mer
- Sainte-Marie-sur-Mer (Pornic)
- Sainte-Maxime
- Saintes-Maries-de-la-Mer
- Saint-Florent
- Saint-Georges-de-Didonne
- Saint-Germain-sur-Ay
- Saint-Gildas-de-Rhuys
- Saint-Gilles-Croix-de-Vie
- Saint-Hilaire-de-Riez
- Saint-Jean-Cap-Ferrat
- Saint-Jean-de-la-Rivère
- Saint-Jean-de-Luz
- Saint-Jean-de-Monts
- Saint-Laurent-du-Var
- Saint-Lunaire
- Saint-Malo
- Saint-Mandrier-sur-Mer
- Saint-Martin-de-Ré
- Saint-Martin-Plage
- Saint-Nic
- Saint-Palais-sur-Mer
- Saint-Philibert
- Saint-Pierre-en-Port
- Saint-Pierre-la-Mer (Fleury)
- Saint-Quay-Portrieux
- Saint-Raphaël
- Saint-Trojan-les-Bains
- Saint-Tropez
- Saint-Valery-en-Caux
- Sallenelles
- Sanary-sur-Mer
- Sangatte
- Sarzeau
- Sausset-les-Pins
- Seignosse
- Sérignan-Plage (Sérignan)
- Sète
- La Seyne-sur-Mer
- Siouville-Hague
- Six-Fours-les-Plages
- Soorts-Hossegor
- Soulac-sur-Mer
- Stella-Plage

### T
- Talmont-Saint-Hilaire
- La Tamarissière (Agde)
- Tharon-Plage (Saint-Michel-Chef-Chef)
- Théoule-sur-Mer
- Torreilles
- Toulon
- Le Touquet-Paris-Plage
- Le Tour-du-Parc
- Tourgéville
- La Tranche-sur-Mer
- Trébeurden
- Trégastel
- Trégunc
- Le Tréport
- La Trinité-sur-Mer
- Trouville-sur-Mer
- La Turballe

### U
- Urrugne

### V
- Vallauris
- Valras-Plage
- Vannes
- Vaucottes
- Veules-les-Roses
- Veulettes-sur-Mer
- Vias-Plage
- Vieux-Boucau-les-Bains
- Villefranche-sur-Mer
- Villeneuve-Loubet
- Villers-sur-Mer
- Villerville

### W
- Wimereux
- Wissant

### Y
- Yport

### Z
- Zuidkote

Australië ·
België ·
Brazilië ·
Egypte ·
Frankrijk ·
Israël ·
Mexico ·
Nederland ·
Portugal ·
Spanje ·
Turkije .
Verenigde Staten